# Peștera cu diaclaze din Dealul Hurgoi
Dealul Hurgoi din județul Maramureș are 642 metri altitudine. El adăpostește o peșteră cu diaclaze, situată la interfluviul Valea Porcului - Ronișoara, la vest de localitatea Rona de Sus, din județul Maramureș. Valea Hurgoi se varsă in râul Valea Ursului, afluent al râului Rona.